# بليحاء وسطية
البليحاء الوسطية (باللاتينية: Reseda media) نوع نباتي من جنس البليحاء.

## الموئل والانتشار
موطنها المغرب العربي وإسبانيا والبرتغال وجزر الآزور.

## الوصف النباتي
نبات عشبي.